# Имантауский сельский округ
Имантауский сельский округ (каз. Имантау ауылдық округі) — административная единица в составе Айыртауского района Северо-Казахстанской области Казахстана. Административный центр — село Имантау.
Население — 2831 человек (2009, 3666 в 1999, 4826 в 1989).

## История
Имантауский сельсовет образован в 1922 году. 24 декабря 1993 года решением главы Кокчетавской областной администрации создан Имантауский сельский округ.
В 2018 году было ликвидировано село Цуриковка.

## Состав
В состав округа входят такие населенные пункты:
| Населенный пункт     | Население, человек (1989) | Население, человек (1999) | Население, человек (2009) |
| -------------------- | ------------------------- | ------------------------- | ------------------------- |
| Верхний Бурлук, село | 519                       | 453                       | 357                       |
| Имантау, село        | 4008                      | 3101                      | 2459                      |
| Цуриковка, село      | 299                       | 112                       | 15                        |